# Nokia 5220
Il Nokia 5220 XpressMusic è un telefono cellulare creato dalla Nokia e messo in commercio nel 2008. La particolarità di tale dispositivo consiste in un design asimmetrico di forma trapezoidale.

## Caratteristiche
- Peso: 78 g.
- Dimensioni: 108 × 43,5 × 10,5 mm
- Durata batteria in chiamata: 5 ore
- Durata batteria in standby: 408 ore (17 giorni)
- Risoluzione display: 240 × 320 pixel a 256.000 colori
- Tipologia display: LCD
- Memoria: 30 MB, espandibile fino a 8 GB con MicroSD
- Risoluzione fotocamera: 2.0 megapixel con zoom digitale 4x
- Bluetooth